# Elizabeth Herbert
Mary Elizabeth Ashe à Court-Repington (Londra, 21 luglio 1822 – Londra, 30 ottobre 1911) è stata una traduttrice, scrittrice e filantropa inglese.

## Biografia
Era l'unica figlia del tenente generale Charles Ashe à Court-Repington, e di sua moglie, Mary Elizabeth Catherine Gibbs. Suo padre che era un membro del Parlamento ed era la nipote di William à Court, I barone Heytesbury.

## Matrimonio
Sposò, il 12 agosto 1846, un giovane e ambizioso uomo politico, Sidney Herbert, secondo figlio di George Herbert, XI conte di Pembroke. Ebbero sette figli:
- George Herbert, XIII conte di Pembroke (1850-1895);
- Sidney Herbert, XIV conte di Pembroke (1853-1913);
- Lord Reginald William (1854-1871);
- Lord Michael Henry (1857-1904), sposò Leila Wilson, ebbero due figli;
- Lady Mary Catherine (1849-1935), sposò il barone Friedrich von Hügel, ebbero tre figlie;
- Lady Elizabeth Maud (1851-1933), sposò Charles Parry, ebbero due figlie;
- Lady Constance Gwladys (1859-1917), sposò in prime nozze George Lowther, IV conte di Lonsdale, ebbero una figlia, e in seconde nozze Frederick Robinson, II marchese di Ripon, non ebbero figli.

Nel 1861 suo marito morì, poco dopo essere stato creato Barone Herbert di Lea, lasciandola vedova con sette figli. Elizabeth si convertì al cattolicesimo nel 1866, sotto l'influenza del suo intimo amico, il cardinale Manning. Dopo la sua conversione, per assicurasi la successione protestante dei Herbert, le era proibito dal Parlamento a portare i figli a messa. Solo la sua figlia maggiore, Mary, la seguì nella fede cattolica.
Lady Herbert era l'amica intima e corrispondente di molti eminenti vittoriani, tra cui politici come Benjamin Disraeli, Palmerston e Gladstone, riformatori come Florence Nightingale, e leader della rinascita cattolica romana, come il cardinale Newman, il cardinale Vaughan e il cardinale Manning.
Ha lavorato in collaborazione con il cardinale Vaughan per St Joseph's Foreign Missionary College, a Mill Hill Park, a Londra, che è stato inaugurato nel 1869.
Oltre a scrivere diversi racconti, alcuni dei quali autobiografici, articoli (molti furono pubblicati sul Dublin Review), e una serie di biografie e saggi biografici, per lo più di figure religiose, che sono stati tradotti o parafrasavano dal francese. Queste ultime biografie includevano quelle su Santa Monica, San Giovanni Battista de Rossi, il vescovo Félix Dupanloup, San Gabriele dell'Addolorata, Gabriel García Moreno, Francesco Saverio de Mérode, ecc.

## Morte
Morì a Londra il 30 ottobre 1911, fu sepolta insieme a Vaughan a Mill Hill.

## Opere
- Impressions of Spain in 1866 (Richard Bentley, 1867)
- Cradle Lands (travels in Egypt and Palestine) (1867)
- Wives and Mothers of the Olden Time (1871)
- A Search after Sunshine, or Algeria in 1871 (Bentley, 1872)
- Wayside Tales (1880)
- Edith
- Three Phases of Christian Love (tradotto nel 1866)
- Devin, A., Abyssinia and its Apostle (life of Saint Justin de Jacobis)
- Berthe, P. Augustine, Garcia Moreno, President of Ecuador, 1821–1875, tradotto dal francese
- Lagrange, F., Life of Monseigneur Dupanloup: Bishop of Orléans